# FC Aarau
Der FC Aarau ist ein in Aarau beheimateter Verein des Schweizerischen Fussballverbands SFV. Die Clubfarben sind Schwarz-Weiss-Rot. Der Verein wurde am 26. Mai 1902 in der Brauerei Ryniker in Aarau gegründet. Mit der Gründung einer Aktiengesellschaft gingen Marken- und Nutzungsrechte sowie die Spiellizenz für den Profibetrieb 2003 an die FC Aarau AG über. Von 1981 bis 2010 spielte der FC Aarau in der obersten Schweizer Liga, der Super League (früher Nationalliga A, heute Credit Suisse Super League). Nach drei Spielzeiten in der zweithöchsten Liga stieg der Club per Saison 2013/14 als Meister der Challenge League wieder in die höchste Schweizer Fussballliga auf, stieg jedoch nach zwei Saisons (2014/15) wieder ab.

## Geschichte
Bereits in der Frühzeit des Schweizer Fussballs konnte der FC Aarau in den Saisons 1911/12 und 1913/14 seine ersten beiden Meistertitel feiern. Nach 27 Jahren in der obersten Spielklasse der Schweiz (1906–1933) verschwand der erfolgreichste Sportverein des Kantons Aargau für viele Jahrzehnte von der Bildfläche der besten Schweizer Mannschaften. Nur in der Saison 1935/36 konnte er nochmals aufsteigen, stieg aber direkt wieder ab.
In der Saison 1980/81 erreichte der FC Aarau nach einem 3:1-Erfolg bei FC Vevey-Sports den Wiederaufstieg als Zweitplatzierter der Nationalliga B in die oberste Spielklasse (Nationalliga A). In der Saison 1992/93 gewann der Verein unter Rolf Fringer den dritten Meistertitel seiner Vereinsgeschichte.
Im Schweizer Cup erreichte der FC Aarau in den Jahren 1930 und 1989 den Final und durfte sich im Jahr 1985 unter Trainer Ottmar Hitzfeld nach einem 1:0-Erfolg über den Neuchâtel Xamax FC als Cupsieger feiern lassen. Im Jahre 1982 gewann Aarau die letzte Austragung des Liga-Cups im in Hin- und Rückspiel ausgetragenen Final gegen den FC St. Gallen. Einem 1:0-Sieg im St. Galler Espenmoos folgte ein torloses Unentschieden in Aarau.
Der FC Aarau wurde in den Medien oft als «unabsteigbar» bezeichnet, da er sich seit 1981, nach dem Aufstieg in die höchste Spielklasse, immer wieder und oft nur knapp vor dem Abstieg retten konnte. Ende 2002 stand der Verein FC Aarau kurz vor dem finanziellen Ruin. Dem damaligen Präsidenten Michael Hunziker gelang es in einer für den Kanton Aargau beispiellosen Aktion, den Traditionsclub zu sanieren und in die Struktur einer Aktiengesellschaft mit damals rund 4'500 Aktionären zu überführen. Die Gründungsversammlung fand am 7. Januar 2003 im Restaurant Schützen, Aarau, statt, als Gründungsmitglieder wurden neben Michael Hunziker Daniel Probst und Urs Müller eingetragen.
Nach zwei erfolgreichen Saisons unter Trainer Ryszard Komornicki in den Jahren 2007 bis 2009 (jeweils Platz 5 in der Super League) wurde am 13. Mai 2010, nach der Niederlage gegen den Grasshopper Club Zürich, jedoch der Abstieg in die zweithöchste Liga besiegelt. Weil fortan für die Zusammenstellung der 1. Mannschaft nur noch ein rund 2 Millionen Franken tieferes Budget zur Verfügung stand, konnten renommierte Spieler wie der langjährige Stammtorhüter Ivan Benito oder die Offensivspieler Steven Lang und Paulo Menezes nicht mehr gehalten werden. In der ersten Saison nach dem Abstieg drohte der freie Fall in die Amateurliga, doch sorgte der Trainerwechsel von Ranko Jakovljevic zu René Weiler, der vom FC Aarau am 13. April 2011 in der Halbzeitpause des Meisterschaftsspiels FC Locarno – FC Aarau kommuniziert wurde, für die Rettung. Nach dem Amtsantritt des Jungtrainers legte der FC Aarau eine unvergleichliche Erfolgsserie an den Tag. Das Kalenderjahr 2012 geht als das erfolgreichste seit der Gründung 1902 in die Clubgeschichte ein: Aus 35 Meisterschafts- und 2 Cup-Spielen resultierten 24 Siege. Der sportliche Erfolg gipfelte im Erreichen des 2. Platzes in der Saison 2011/12, der zur Teilnahme an der Barrage um den Aufstieg in die oberste Spielklasse berechtigte. Die in Hin- und Rückspiel ausgetragene Entscheidung gegen den FC Sion ging jedoch mit dem Gesamtscore von 1:3 verloren.
In der Saison 2012/13 lag der FC Aarau ab der 7. Spielrunde (von 36) ununterbrochen auf Platz 1 der Challenge League. In der 34. Runde bedeutete der 1:0-Heimsieg gegen den FC Chiasso den Aufstieg in die Super League. Eine Besonderheit war, dass der für den mathematischen Aufstieg nötige Punkteverlust der AC Bellinzona gegen den FC Wohlen erst in der 95. Minute erfolgte, als dem inferioren FC Wohlen der überraschende Ausgleich zum 2:2 gelang. Die Spieler des FC Aarau waren zu diesem Zeitpunkt schon auf dem Weg in die Kabinen, als im Stadion das Publikum unvermittelt zu jubeln begann und den Rasen stürmte. Dies alles geschah am 25. Mai 2013 – also genau einen Tag vor dem 111. Gründungstag des FC Aarau.
Nach dem Aufstieg im Jahr 2013 konnte sich der FC Aarau zwei Spielzeiten in der obersten Liga halten, bevor er 2015 erneut den Gang in die Challenge League antreten musste und strebt seither die Rückkehr in die Super League an. Diese ist dem Verein aber bisher nicht gelungen. In der Saison 2018/19 gewann der FC Aarau das Barrage-Hinspiel gegen Neuchâtel Xamax auswärts mit 0:4, verlor dann aber im Rückspiel ebenfalls mit 0:4 und verlor im anschliessenden Penaltyschiessen.

## Struktur und Organisation
Der Verein FC Aarau wurde am 26. Mai 1902 in der Brauerei Ryniker in Aarau gegründet. Am 7. Januar 2003 wurde der Spielbetrieb der 1. Mannschaft sowie der Leistungsmannschaften im Nachwuchsbereich in die FC Aarau AG mit Sitz in Aarau ausgegliedert. Diese Aktiengesellschaft verfügt über ein Aktienkapital von 2'110'000 CHF und ist mit heute über 1'000 Aktionären in der Region breit abgestützt.
Die FC Aarau AG wird seit der Generalversammlung vom 12. Juni 2023 von Markus Mahler geführt. Er folgte auf den Aarauer Unternehmer Philipp Bonorand, der den Club zuvor während drei Jahren präsidiert hatte. Zum Verwaltungsrat der FC Aarau AG zählen aktuell auch Nico Barazetti, Peter Gloor, Marc Herzog, Suzanne Marclay-Merz, Fabian Schmid und Simon Thoma. Die operative Geschäftsleitung besteht aus Sandro Burki (CEO), Pascal Bünter (Leiter Marketing), Frédéric Page (Leiter Nachwuchs), Jérôme Thiesson (Leiter Operativer Betrieb) und Elsad Zverotić (Sportchef)
Der Verein Fussball-Club Aarau 1902 fokussiert sich heute auf den Kinderfussball und das Schiedsrichterwesen und wird seit dem Rücktritt des bisherigen Präsidenten Philipp Bonorand seit dem 5. Juni 2023 von Sandro Burki, Frédéric Page und Xenia Schweizer geführt.

## Die 1. Mannschaft

### AktuellesKader 2024/25
Stand: 21. Februar 2025
| Nr.          | Nat.                        | Spieler           | Geburtsdatum | Letzter Verein          |          |          |          |
| Torhüter     | Torhüter                    | Torhüter          | Torhüter     | Torhüter                | Torhüter | Torhüter | Torhüter |
| ------------ | --------------------------- | ----------------- | ------------ | ----------------------- | -------- | -------- | -------- |
| 01           | Schweiz                     | Marvin Hübel      | 01.03.2003   | FC Baden                |          |          |          |
| 30           | Schweiz                     | Andreas Hirzel    | 25.03.1993   | FC Thun                 |          |          |          |
| 77           | Schweiz Trinidad und Tobago | Colin Hegner      | 28.04.2004   | SC YF Juventus Zürich   |          |          |          |
| Verteidigung |                             |                   |              |                         |          |          |          |
| 02           | Schweiz                     | Marco Thaler      | 28.06.1994   | Eigener Nachwuchs       |          |          |          |
| 04           | Schweiz                     | Binjamin Hasani   | 22.04.2003   | FC Baden                |          |          |          |
| 05           | Ghana                       | David Acquah      | 04.04.2001   | Maccabi Haifa           |          |          |          |
| 15           | Schweiz                     | Serge Müller      | 18.09.2000   | SC Freiburg II          |          |          |          |
| 27           | Schweiz                     | Linus Obexer      | 05.06.1997   | FC Stade Lausanne-Ouchy |          |          |          |
| 29           | Schweiz                     | Marcin Dickenmann | 14.08.2000   | FC Wil                  |          |          |          |
| 38           | Schweiz                     | Ryan Kessler      | 28.08.2005   | Eigener Nachwuchs       |          |          |          |
| Mittelfeld   |                             |                   |              |                         |          |          |          |
| 06           | Schweiz Nordmazedonien      | Izer Aliu         | 15.11.1999   | Neuchâtel Xamax         |          |          |          |
| 08           | Schweiz Deutschland         | Olivier Jäckle    | 07.01.1993   | Eigener Nachwuchs       |          |          |          |
| 10           | Schweiz Kosovo              | Valon Fazliu      | 04.10.1996   | FC Wil 1900             |          |          |          |
| 18           | Ghana                       | Emmanuel Essiam   | 19.12.2003   | FC Basel                |          |          |          |
| 21           | Schweiz                     | Noah Jakob        | 14.01.2003   | BSC Young Boys U21      |          |          |          |
| 23           | Nordmazedonien Schweiz      | Nikola Gjorgjev   | 22.08.1997   | Grasshopper Club Zürich |          |          |          |
| 25           | Schweiz                     | Dorian Derbaci    | 25.03.2006   | Eigene Jugend           |          |          |          |
| 26           | Frankreich Algerien         | Sofian Bahloul    | 16.12.1999   | SCR Altach              |          |          |          |
| 31           | Niederlande Nigeria         | Colin Odutayo     | 08.03.2001   | FC Lahti                |          |          |          |
| 47           | Frankreich Mali             | Mamadou Fofana    | 17.09.2000   | Amiens SC               |          |          |          |
| 49           | Schweiz Eritrea             | Esey Gebreyesus   | 23.01.2004   | Olympique de Marseille  |          |          |          |
| Stürmer      |                             |                   |              |                         |          |          |          |
| 9            | Schweiz Senegal             | Yannick Touré     | 29.09.2000   | BSC Young Boys          |          |          |          |
| 11           | Frankreich                  | Elias Filet       | 06.03.2002   | NK Istra 1961           |          |          |          |
| 17           | Schweiz Elfenbeinküste      | Henri Koide       | 06.04.2001   | Beerschot AC            |          |          |          |
| 32           | Paraguay Argentinien        | Raúl Bobadilla    | 18.06.1987   | FC Schaffhausen         |          |          |          |

### Trainerstab
| Vorname, Name      | Funktion         |
| ------------------ | ---------------- |
| Trainerteam        |                  |
| Brunello Iacopetta | Cheftrainer      |
| Porimet Lötscher   | Assistenztrainer |
| Petar Aleksandrow  | Assistenztrainer |
| Norbert Fischer    | Athletiktrainer  |
| Flamur Tahiraj     | Torhütertrainer  |
| Michael Scherrer   | Videoanalyst     |

### Ausgeliehene Spieler (mit Vertrag)

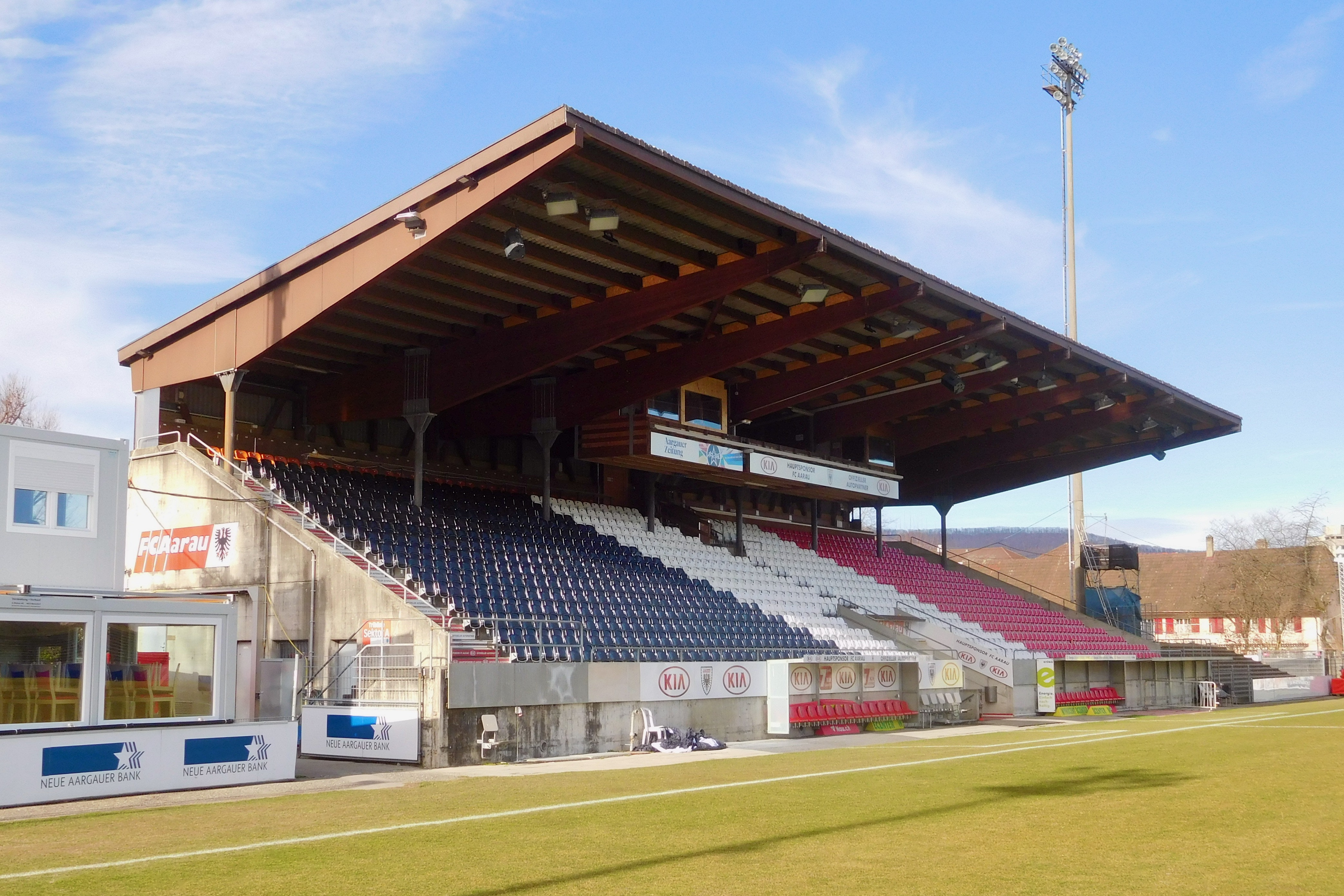
Haupttribüne im Brügglifeld

- Flavio Caserta (SC Kriens)
- Amr Khaled (FC Wohlen)
- Silvan Schwegler (SC Kriens)

## Aktuelles Stadion
Der FC Aarau trägt seine Heimspiele im Stadion Brügglifeld aus, dessen Fassungsvermögen 8'000 Plätze beträgt, aufgeteilt in 1'187 überdachte Sitzplätze und 6'813 Stehplätze ohne Dach. Letztere Zahl enthält auch einen abgetrennten Gästeblock mit einer Kapazität von 1'000 Stehplätzen. Das Stadion wurde am 12. Oktober 1924 im Rahmen eines Freundschaftsspiels gegen den FC Zürich eingeweiht. Grundlegende Änderungen erfuhr das Stadion 1982 mit dem Neubau der abgebrannten Haupttribüne und in den 1990er-Jahren mit dem Bau einer inzwischen wieder entfernten Zusatztribüne und der Totalerneuerung der Stehrampen. Nach dem Aufstieg im Jahre 2013 wurden diverse Renovationsarbeiten nötig. Die Swiss Football League (SFL) reduzierte die Kapazität aus Sicherheitsgründen auf 8'000 Zuschauerplätze. Das Stadion steht auf dem Gebiet der Gemeinde Suhr und ist im Besitz der Platzgenossenschaft Aarau, welche wiederum zu 100 % im Besitz der Ortsbürgergemeinde Aarau ist.

## Neues Stadion
Im Hinblick auf die Lizenzerteilung zur Teilnahme am Spielbetrieb der obersten Schweizer Fussballligen (Super League und Challenge League) wurde seit dem Jahr 2002 um eine neue Lösung in der Stadionfrage gerungen. Ein Projekt in Schafisheim wurde früh verworfen, ehe erste Anläufe im Torfeld Süd Aarau seit 2008 mehrere Retuschen erfuhren. Die MittellandArena, Herzstück des MittellandParks, sollte einst 12'500 Plätze umfassen. Am 25. September 2005 lehnte das Stimmvolk der Stadt Aarau einen Kredit für das neue Stadion mit integriertem Einkaufszentrum ab. Trotz diesem Rückschlag trieben die FC Aarau AG unter der Leitung von Ressortleiter René Herzog und die Stadt Aarau ein neues Projekt an gleicher Stätte voran. Das auf 10'000 Zuschauerplätze redimensionierte Projekt, das neu auch den Bau von Wohnungen und Raum für Kleingewerbe und Erholung vorsieht, wurde vom Souverän deutlich angenommen: An der Volksabstimmung vom 24. Februar 2008 wurde die finanzielle Beteiligung der Stadt Aarau im Umfang von 17 Millionen Franken mit 3747 Ja gegen 1928 Nein gutgeheissen. Weitere Hindernisse stellten die nötige Änderung der Baunutzungsordnung, die aber ebenfalls vom Volk gutgeheissen wurde, und die Lärmimmissionen dar. Mit Eingabe vom 4. Dezember 2012 legte die Stadt Aarau das in der Planungsphase insgesamt dreimal revidierte Baugesuch der Bauherrin HRS Real Estate AG zur Baugenehmigung auf, 2014 wurde die Baubewilligung erteilt. Im Juni 2016 wies das Bundesgericht die letzte Anwohnerbeschwerde ab. Die Planung sah die Eröffnung des neuen Stadions bis spätestens im Jahr 2021 vor. Inzwischen fehlten aber für die Finanzierung des bewilligten Projekts 20 Millionen Franken. Die Realisierung ist damit (Stand August 2023) weiterhin unklar.

## Erfolge
- 3× Schweizer Meister: 1912, 1914, 1993
- 1× Meister der Challenge League: 2013
- 1× Cupsieger: 1985
- 1× Ligacup-Sieger: 1982
- 1× Uhrencup-Sieger 1995
- 1× Teilnahme Meistercup: 1993
- 3× Teilnahme UEFA-Cup: 1988, 1994, 1996
- 1× Teilnahme Cup der Cupsieger: 1985
- 2× Teilnahme UI-Cup: 1995, 1997

## Ewige Tabelle
Der FC Aarau liegt derzeit auf dem 13. Rang der ewigen Tabelle der Super League.

## Auftritte im Europacup
Eine Gesamtübersicht über alle Europacup-Spiele des Vereins, inklusive IFC und UIC, findet sich unter FC Aarau/Statistik.
| Datum (1)          | Datum (2)          | Wettbewerb                   | Gegner                   | Hinspiel | Rückspiel | Gesamt |
| 18. September 1985 | 2. Oktober 1985    | Cup der Cupsieger (1. Runde) | FK Crvena Zvezda         | 0:2 (A)  | 2:2 (H)   | 2:4    |
| 7. September 1988  | 5. Oktober 1988    | UEFA-Cup (1. Runde)          | 1. FC Lokomotive Leipzig | 0:3 (H)  | 0:4 (A)   | 0:7    |
| 18. August 1993    | 1. September 1993  | Meistercup (Qualifikation)   | Omonia Nikosia           | 1:2 (A)  | 2:0 (H)   | 3:2    |
| 15. September 1993 | 29. September 1993 | Meistercup (1. Runde)        | AC Mailand               | 0:1 (H)  | 0:0 (A)   | 0:1    |
| 9. August 1994     | 23. August 1994    | UEFA-Cup (Qualifikation)     | NK Mura Murska Sobota    | 1:0 (H)  | 1:0 (A)   | 2:0    |
| 13. September 1994 | 27. September 1994 | UEFA-Cup (1. Runde)          | Marítimo Funchal         | 0:0 (H)  | 0:1 (A)   | 0:1    |
| 6. August 1996     | 20. August 1996    | UEFA-Cup (Qualifikation)     | FC Lantana Tallinn       | 4:0 (H)  | 0:2 (A)   | 4:2    |
| 10. September 1996 | 24. September 1996 | UEFA-Cup (1. Runde)          | Brøndby IF               | 0:5 (A)  | 0:2 (H)   | 0:7    |

## Auswahl ehemaliger Spieler
- Petar Aleksandrow
- Loris Benito
- Rainer Bieli
- Arnaud Bühler
- Sandro Burki
- Saša Ćirić
- David Degen
- Patrick De Napoli
- Roberto Di Matteo
- Mario Eggimann
- Fabrice Ehret
- Shkëlzen Gashi
- Alain Gaspoz
- Alfred Herberth
- Heinz Hermann
- Cristian Ianu
- Gökhan Inler
- Luca Iodice
- Artur Ioniță
- Stephan Keller
- Ryszard Komornicki
- Steven Lang
- Lars Lunde
- Stefan Maierhofer
- Werner Olk
- Frédéric Page
- Emanuel Pogatetz
- Ratinho
- Wynton Rufer
- Marco Schneuwly
- Ciriaco Sforza
- Dariusz Skrzypczak
- René Sutter
- Harut Wardanjan
- Uwe Wassmer
- Silvan Widmer
- David Zdrilic
- Pascal Zuberbühler
- Elsad Zverotić

## Bisherige Trainer
- 1933–1934 Fritz Kerr
- 1934–1935 Fritz Hammerlindl
- 1934–1935 Josef Stocker
- 1934–1935 Rudolf Kiss
- 1935–1936 Karl Schrenk
- 1936–1938 Béla Volentik
- 1938–1939 A. Sutter
- 1939–1939 Fritz Heine
- 1939–1940 Fritz Kerr
- 1940–1941 Fritz Heine
- 1941–1942 Walter Suter
- 1942–1943 Fritz Heine
- 1943–1946 Franz Sobotka
- 1946–1948 Emil Ludwig
- 1948–1950 Richard Longrin
- 1950–1951 H. Schneeberger
- 1950–1951 Urs Weber
- 1950–1951 Werner Schaer
- 1951–1953 Walter Presch
- 1953–1953 Otto Imhof
- 1953–1954 Hermann Czischek
- 1954–1955 Fritz Kerr
- 1955–1956 Max Isler
- 1956–1958 Armin Scheurer
- 1958–1959 Willy Macho
- 1959–1960 Otto Imhof (Juli–Januar)
- 1960–1962 Horst Schulz
- 1962–1962 Herbert Schauer
- 1962–1965 Alfred « Coppi » Beck
- 1965–1965 Herbert Schauer
- 1965–1967 Ernst Bürgler
- 1967–1970 Paul Stehrenberger
- 1970–1972 Werner Olk
- 1972–1973 Georges Sobotka
- 1973–1975 Srdjan Cebinac (Juli–Dezember)
- 1975–1977 René Tschui (Dezember–Dezember)
- 1977–1982 Paul Stehrenberger
- 1982–1982 Paul Stehrenberger und Paul Fischli (Juli–Dezember)
- 1982–1984 Zvezdan Čebinac (Dezember–Juli)
- 1984–1988 Ottmar Hitzfeld
- 1988–1989 Hubert Kostka (Juli–Januar)
- 1989–1990 Wolfgang Frank (Januar–Juli)
- 1990–1991 Roger Wehrli
- 1991–1992 Alfred Strasser
- 1992–1995 Rolf Fringer
- 1995–1998 Martin Trümpler (Juli–September)
- 1998–1999 Alfred Strasser (September–März)
- 1999–2000 Jochen Dries (März–Mai)
- 2000–2002 Rolf Fringer (Mai–Mai)
- 2002–2004 Alain Geiger (Mai–Januar)
- 2004–2004 Martin Rueda (Januar–August)
- 2004–2005 Andy Egli (August–Dezember)
- 2005–2006 Alain Geiger (Dezember–Mai)
- 2006–2006 Urs Schönenberger (Mai–Oktober)
- 2006–2006 Ruedi Zahner (Oktober–Dezember)
- 2007–2007 Ryszard Komornicki (Januar–Mai)
- 2007–2007 Gilbert Gress (Mai–Juni)
- 2007–2009 Ryszard Komornicki (Juli–Juni)
- 2009–2009 Jeff Saibene (Juni–Oktober)
- 2009–2010 Martin Andermatt (Oktober–April)
- 2010–2010 Ranko Jakovljevic (April–Mai)
- 2010–2010 Alfred Strasser (Mai–Mai)
- 2010–2011 Ranko Jakovljevic (Juni–April)
- 2011–2014 René Weiler (April–Mai)
- 2014–2015 Sven Christ (Mai–März)
- 2015–2015 Raimondo Ponte (März–Juni)
- 2015–2015 Livio Bordoli (Juni–Oktober)
- 2015–2017 Marco Schällibaum (Oktober–Juni)
- 2017–2018 Marinko Jurendić (Juni–März)
- 2018–2018 Stephan Keller (März–April)
- 2018–2018 Ton Verkerk (April–Juni)
- 2018–2020 Patrick Rahmen (Juli–Juli)
- 2020–2022 Stephan Keller (Juli–November)
- 2022–2023 Boris Smiljanić (seit November)
- 2023–2024 Alexander Frei (Juni–März)[7]
- 2023–2024 Ranko Jakovljevic (April–Mai)
- seit 2024 Brunello Iacopetta (Juni-)

## Bisherige Präsidenten
- 1902–1904 Emil Faes
- 1904–1906 Hans Hofmann
- 1906–1908 Karl Baumann
- 1908–1911 Walter Kielholz
- 1911–1912 Willy Hemmeler, Hans Hofmann
- 1912–1913 Walter Fecht
- 1913–1916 Hans Hofmann
- 1916–1920 Alfred Rubli
- 1920–1922 Hans Hofmann
- 1922–1923 Rudolf Gloor
- 1923–1925 Fritz Leuner
- 1925–1927 Hans Hofmann
- 1927–1928 Adolf Stirnemann
- 1928–1929 Gustav Werder
- 1929–1932 Hans Herzog
- 1932–1933 Oskar Baumann
- 1933–1936 Walter Leutwyler
- 1936–1939 Gustav Werder
- 1939–1940 Adolf Rey
- 1940–1943 Gustav Werder
- 1943–1947 Adolf Rey
- 1947–1949 Walter Rubli
- 1949–1950 Gustav Werder
- 1950–1951 Walter Rubli, Adolf Rey
- 1951–1954 Gustav Werder
- 1954–1955 Peter Brändli
- 1955–1957 Alfred Rietmann
- 1957–1960 Josef Rieser
- 1960–1971 Walter Füllemann
- 1971–1973 Heinz Elsasser
- 1973–1978 Walter Füllemann
- 1979–1984 Heinz Schenker
- 1984–1988 Peter Treyer
- 1989–2000 Ernst Lämmli
- 2001–2002 Peter Kappeler
- 2002–2006 Michael Hunziker
- 2006–2007 Christian Stebler
- 2007–2020 Alfred Schmid
- 2020–2023 Philipp Bonorand
- seit 2023 Markus Mahler

## Ehrenpräsidenten
- Hans Hofmann (Fussball-Club Aarau 1902)
- Gustav Werder (Fussball-Club Aarau 1902)
- Ernst Lämmli (Fussball-Club Aarau 1902)
- Alfred Schmid (FC Aarau AG)
- Philipp Bonorand (Fussball-Club Aarau 1902)

## Nachwuchsförderung
Der FC Aarau war um die Jahrtausendwende mit einer U21-Auswahl in der 2. Liga interregional vertreten, ehe 2002 sogar der Aufstieg in die 1. Liga gelang. Nach einem halben Jahr in der (damals) dritthöchsten Spielklasse wurde die Nachwuchsauswahl jedoch aufgrund der angespannten Finanzsituation des Gesamtvereins vom Spielbetrieb zurückgezogen, gleichbedeutend mit einem harten Rückschlag in Bezug auf die Nachwuchsförderung.
2006 wurden die kantonalen Kräfte unter dem Namen Team Aargau gebündelt. An diesem Vorzeigeprojekt waren die Vereine FC Aarau, FC Baden, FC Wohlen und SC Zofingen beteiligt. Dabei wurden Auswahlen in den Altersstufen U15, U16, U18 und U21 für die Teilnahme an der Meisterschaft gestellt. Letztere wurde am Ende der Saison 2017/18 zurückgezogen, nachdem die Promotion in die 1. Liga zuvor mehrmals knapp verpasst wurde.
Im Hinblick auf die Saison 2022/23 wurde das Team Aargau aufgelöst und organisatorisch in die FC Aarau AG organisiert. Zusammen mit dem Aargauer Fussballverband (AFV) und den bisherigen Partnervereinen FC Baden, FC Wohlen und SC Zofingen wurde das Label «Aargauer Weg» geschaffen, welches die Zusammenarbeit des Breiten- und Leistungsfussballs im Kanton Aargau strukturiert und regelt. Der FC Aarau stellt dabei Mannschaften in den Altersstufen U15, U16, U17 und U19.

## Frauenfussball
Der FC Aarau Frauen war im Jahr 1968 gegründet worden und ist seit Einführung der offiziellen Schweizer Meisterschaft im Frauenfussball aktiv. Dabei konnten die Aarauerinnen – damals noch unter dem Namen DFC Aarau – in den Jahren 1971 bis 1974 gleich die ersten vier ausgetragenen Meisterschaften für sich entscheiden. Aktuell spielen die FC Aarau Frauen in der höchsten Spielklasse Axa Women’s Super League.